# زهرا بهکیش
زهرا بهکیش کارشناس فیزیک و آموزگار دبیرستان بود. در سال ۱۳۵۴ به خاطر سابقه مبارزاتی در گروه‌های چپ از تدریس محروم شد. سپس به سازمان چریک‌های فدایی خلق ایران پیوست و به زندگی مخفی رو آورده بود. زهرا بهکیش در ۳ شهریور ۱۳۶۲ در خانه‌اش دستگیر شد و با قرص سیانور خودکشی کرد. بر پایه برخی گزارش‌ها او نجات یافته و بعدا زیر شکنجه جان باخته است. خانواده او می‌گویند که در قبرستان خاوران به خاک سپرده شده است.
هر چهار برادرش زهرا بهکیش پس از انقلاب ۱۳۵۷ اعدام یا کشته شدند.